# Жигари
Жигари — деревня в Великолукском районе Псковской области России. Входит в состав Пореченской волости.

## География
Расположена на юге района, в 52 км к югу от райцентра Великие Луки и в 15 км от волостного центра Поречье.
В 4 верстах к востоку от деревни Жигари находилась ныне запустевшая деревня Жидки (Житки, Берёзовка).

## Население
| 2001 | 2002 | 2010 |
| ---- | ---- | ---- |
| 192  | ↘162 | ↘121 |

Численность населения деревни по оценке на начало 2001 года составляла 192 жителя.